# フォレストモール八王子大和田

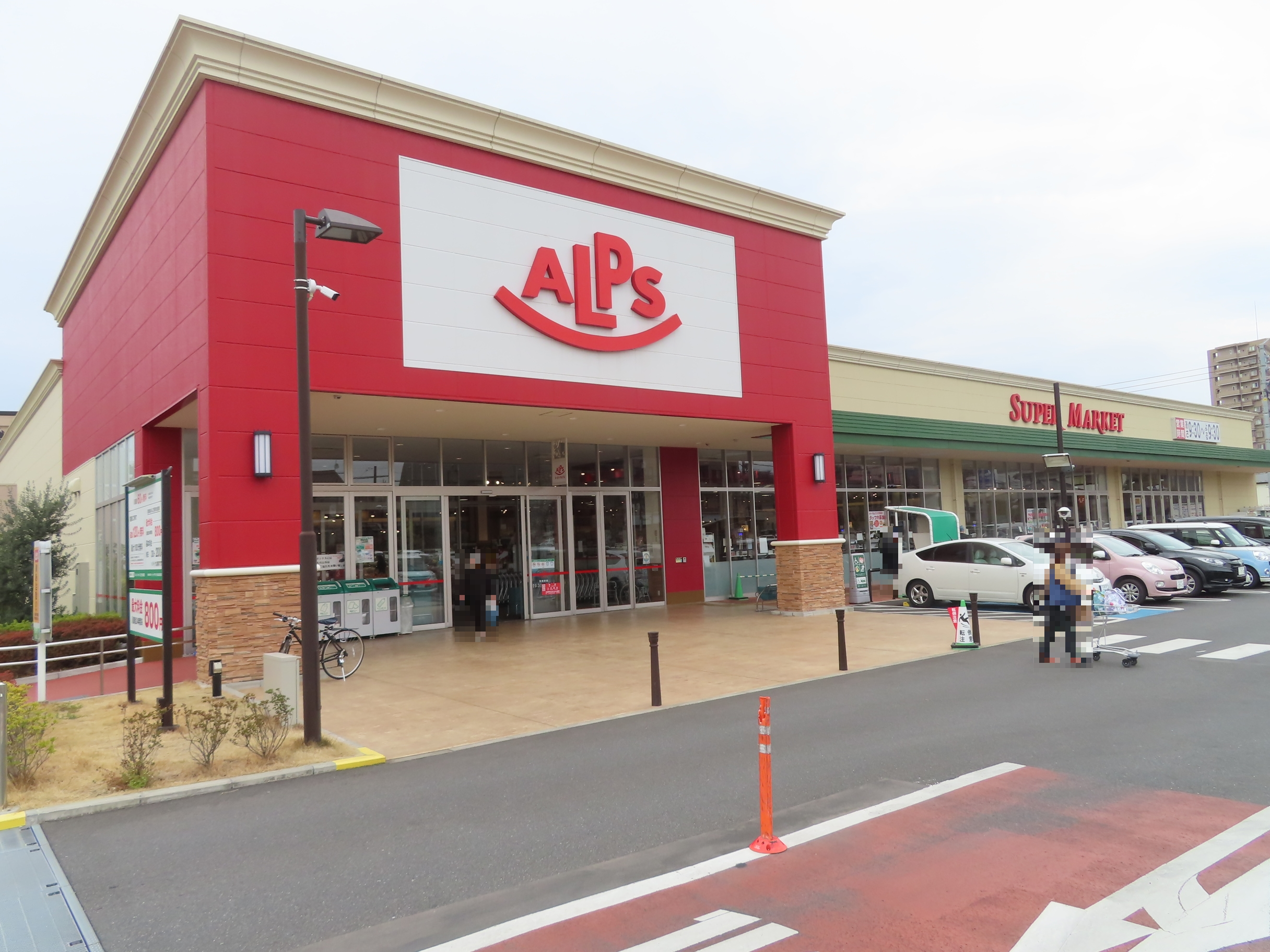
スーパーアルプス大和田店

フォレストモール八王子大和田（フォレストモールはちおうじおおわだ）は、東京都八王子市大和田町に所在する郊外型ショッピングセンター。株式会社フォレストモールが運営する。

## 概要
2020年8月4日、株式会社フォレストモールは同年秋に当施設を開業すると発表。11月27日、郵政宿舎跡にて開業した。
同社の東京都内のショッピングセンターでは、八王子市南大沢にあるフォレストモール南大沢に続く2番目の開業となる。なお、フォレストモール南大沢はフォレストモール1号店で、フォレストモール本社が置かれていたこともある。
市内に本社を置く地元資本の食品スーパー「スーパーアルプス」大和田店を核店舗とし、フォレストモールの兄弟会社であるドラッグストアのサンドラッグフォレストモール八王子大和田店、その他ダイソーフォレストモール八王子大和田店などが出店する。外観はアメリカ西海岸の商業施設をモデルにしている。